# Lasse-Majas detektivbyrå – Tågrånarens hemlighet
Lasse-Majas detektivbyrå – Tågrånarens hemlighet (stiliserat LasseMajas detektivbyrå – Tågrånarens hemlighet) är en svensk familjefilm från 2020. Den är regisserad av Moa Gammel, med manus skrivet av Henrik Engström och Mattias Grosin. 
Filmen hade premiär i Sverige den 7 februari 2020, utgiven av SF Studios.

## Handling
En flicka vid namn Klara ber om hjälp från detektiverna Lasse och Maja. Klara är dotter till Ferdinand Fransson som är en livstidsdömd tågrånare. Hon vill ha hjälp med att kunna bevisa att hennes pappa är oskyldig. Lasse och Maja har nyligen fått sin detektivbyrå nedlagd och ser detta som deras chans att kunna bevisa att barn inte är korkade. De vill visa att barn kan vara detektiver som kan lösa alla sorters brott och mysterier. För att kunna hjälpa Klara måste de avslöja vem som döljer sig bakom täckmanteln "Röda Rosen", vilket är den riktiga tågrånaren.

## Rollista
- Nils Kendle – Lasse
- Polly Stjärne – Maja
- Tomas Norström – polismästaren
- Rani Pyne – Klara
- Alexej Manvelov – Ferdinand
- David Wiberg – polisassistent Kimmy
- Anna Bjelkerud – polischefen Regina
- Tomas von Brömssen – tågkonduktören
- Bahador Foladi – städare
- Aleksa Lundberg – Kakan
- Ulla Skoog – biljettförsäljerskan Anne Ahl
- Victor von Schirach – tågföraren Sixten
- Malte Aronsson – prästen
- Mina Azarian – Ivy Roos
- Arvid Bergelv – barnhemsbarn
- Lia Boysen – barnhemsföreståndaren
- Christian Brandin – muskelberg
- Molly Faulseit – barnhemsbarn
- Hulda Lind Johansdottier – Agata Kula
- Madeleine Martin – stationsarbetaren
- Nikolai Shervin – clown
- Peter Viitanen – Benny

## Produktion
Filmen spelades in i Alingsås, särskilt vid Anten–Gräfsnäs smalspåriga museijärnväg.